# What's Going On (пісня)
«What's Going On» — пісня американського співака Марвіна Гея.

## Передумови
У березні 1970 року, коли пухлина головного мозку забрала життя подруги й співавторки Гея — Таммі Террелл, він занурився в повномасштабну депресію. Відмовляючись співати на сцені чи в студії, він зробив невдалу спробу приєднатися до футбольної команди Детройт Лайонс, перш ніж знову погодився записатись, але лише на своїх власних умовах.
«У 1969 чи 1970 роках я почав переоцінювати всю свою концепцію того, що я хотів, щоб моя музика говорила, — пізніше розповість Гей журналу Rolling Stone. — На мене дуже вплинули листи, які мій брат надсилав мені з В’єтнаму, а також соціальна ситуацію вдома. Я зрозумів, що повинен залишити власні фантазії позаду, якщо хочу писати пісні, які сягатимуть душ людей. Я хотів, щоб вони подивилися на те, що відбувається у світі»
Ренальдо «Обі» Бенсон  із Four Tops став свідком заворушень у Сан-Франциско після протесту у Народному парку 1969 року. Він згадyвав для книги Бена Едмондса, що «Поліція їх била, але вони нікому не заважали. Я побачив це і почав цікавитися, що ... відбувається. Що тут відбувається? Одне питання веде до іншого. Чому вони відправляють дітей так далеко від своїх сімей за кордон? Чому тут нападають на власних дітей на вулицях?» 
Він почав писати текст пісні і вважав, що це пісня, яку потрібно записати. Після того, як йому відмовили «Four Top», Бенсон почав шукати когось іншого, щоб втілити його мрію в реальність. Обі зіграв грубу версію Джоан Баез, яка теж відмовила. Якось, після гри в гольф,  Обі Бенсон та Ел Клівленд зіграли незакінчену пісню в будинку Гея. Марвіну це дуже сподобалося і він поправив назву, додав більше тексту, а також прикрасив мелодію на своєму піаніно. Гей сказав, що це ідеально підійде для Originals, вокального квартету Motown, який він продюсував.

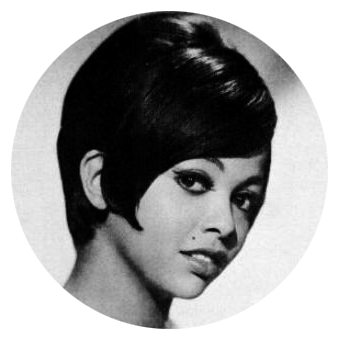
Таммі Террелл в рекламі синглу "Ain't Nothing Like The Real Thing"
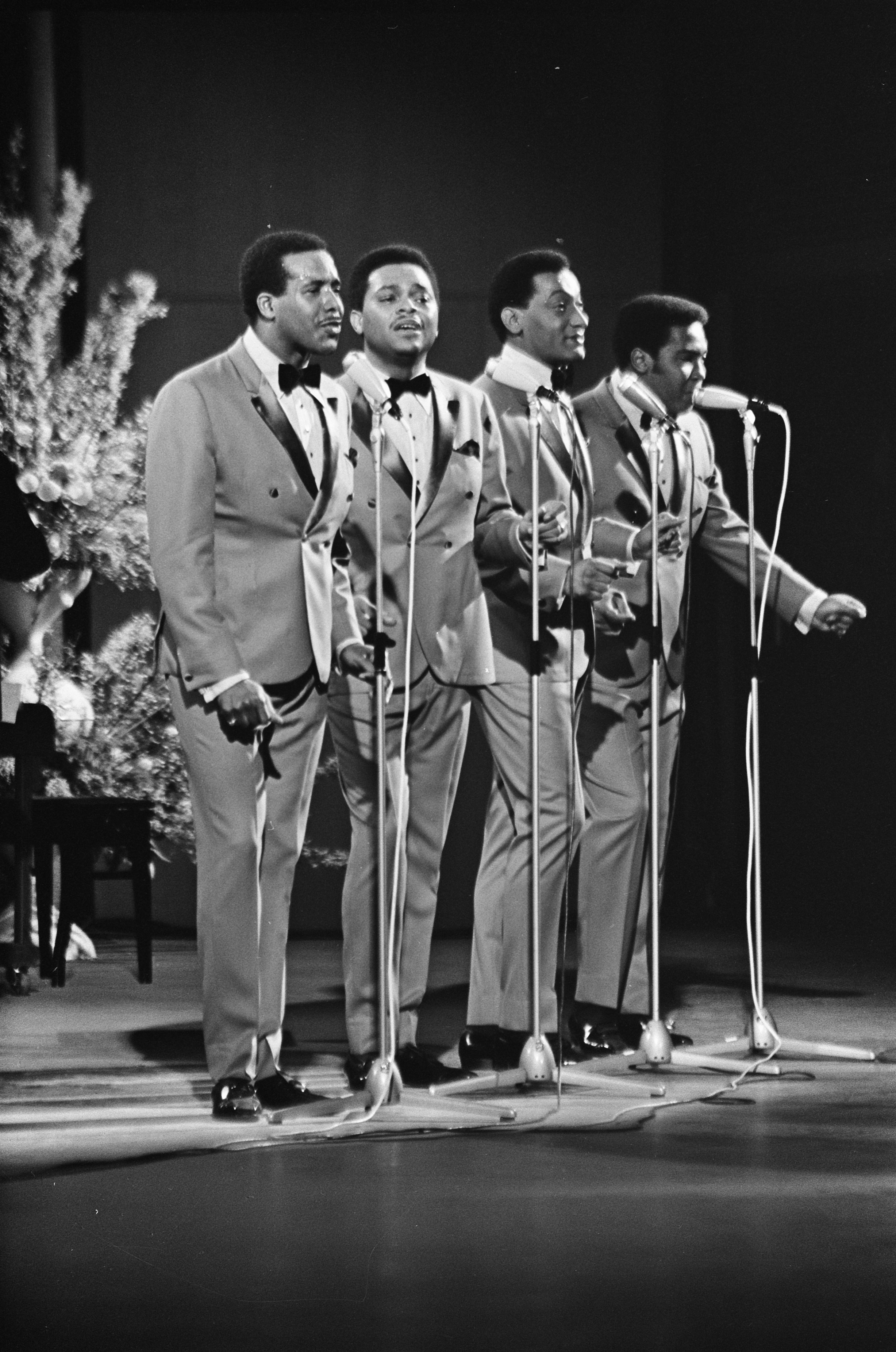
Леві Стаббс, Ренальдо «Обі» Бенсон, Абдул «Герцог» Факір і Лоуренс Пейтон

## Запис
Марвін був настільки в захваті від «Що робиться», що відшукав Беррі Горді, коли бос був у відпустці. «Я був на Багамах, намагаючись відпочити», — згадував Горді в документальному фільмі Motown. «Він подзвонив і сказав: «Слухай, у мене є ця пісня». Коли він сказав мені, що це протестна пісня, я сказав: «Марвін, чому ти хочеш зруйнувати свою кар’єру?». Дійшло до, що він відмовив Гей від запису пісні. 10 червня 1970 року Марвін Гей увійшов до студії A в Motown's Hitsville USA та все одно записав пісню, продюсувавши її сам. 
Зрештою, за таємної допомоги керівників Motown Барні Ейлса та Гаррі Балка, сингл «Що робиться» (сторона B: (Бог - це любов) був випущений 17 січня 1971 року, а зразки  розіслані до радіостанцій по всій країні.
Незважаючи на те, що Марвін-старший, служитель п’ятидесятницької церкви, бив Гея майже щодня протягом усього свого дитинства, співак віддав йому належне у вкладиші до  альбому «Що робиться», заявивши: «Поки я змушую вас читати, я хотів би спочатку подякувати своїм батькам, The Rev & Mrs Marvin P Gay, Sr (преподобному та місіс Марвін П. Гей), за те, що вони зачали, народили та полюбили мене». 
Тепер здається жахливим передчуття, коли Гей заспіває «батько, батько / нам не потрібно загострювати». 
Насильство між парою вийшло з-під контролю 1 квітня 1984 року, за день до 45-річчя Гея, коли 70-річний чоловік убив співака трьома пострілами в груди після фізичної сварки через зниклий лист від страхової компанії.
```
Пісня з однойменного 
альбому
 
— частина візуального альбому створеного до його 50-річчя (з англійськими субтитрами)
 
— була виставлена  на 
youtube
 21 травня 2021 р.
```

## Спадок
«Вас надто багато плаче... надто багато вас вмирає...».
 Пісня з шовковистим багатошаровим вокалом і рішучим протестним посланням була актуальною, коли Гей написав в 1970 році. Вона була актуальною, коли щойно звільненийщойно звільнений Нельсон Мандела продекламував її слова на переповненому стадіоні Tiger Stadium у 1990 році. 
«Я втомилася від того, що Марвін питає мене, що робиться», — співала Жанель Моне у своєму треку Q.U.E.E.N. 2013 року.

## Чарти
Після випуску пісня миттєво стала хітом і найшвидше продаваним синглом Motown на той час. Він досяг першого місця в чарті синглів Hot Soul і другого місця в Billboard Hot 100.
| Чарт (1971)                       | Найв. поз. |
| --------------------------------- | ---------- |
| Австралія — Kent Music Report     | 69         |
| Канада — RPM Top Singles          | 76         |
| США — Billboard Hot 100           | 2          |
| США — Billboard R&B/Soul Singles  | 1          |
| США — Cash Box (magazine) Top 100 | 1          |

На кінець року пісня все ще була на високих позиціях в чартах. 
| Чарт (1971)              | Найв. поз. |
| ------------------------ | ---------- |
| США — Billboard Hot 100  | 21         |
| США — Cash Box           | 22         |
| США — R&B/Soul Billboard | 2          |

## Списки найкращих пісень усіх часів
У 2004 році журнал Rolling Stone помістив пісню «Що робиться» у виконанні Марвіна Гея на четверте місце свого списку «500 найкращих пісень усіх часів». У тому ж списку 2011 року — пісня на  четвертому місці. 
 Британський музичний журнал New Musical Express розмістив «Що робиться» у своєму списку «500 найкращих пісень усіх часів» на 202 місці, у 2014 році.
Пісня входить у багато списків найкращих пісень складених різними джерелами.
| Список                          | Видання                  | Позиція | Рік публікації списку |
| ------------------------------- | ------------------------ | ------- | --------------------- |
| 500 пісень, які сформували рок  | Rock & Roll Hall of Fame | /NA     | 1995                  |
| 100 найкращих рок-пісень        | VH1                      | 14      | 2000                  |
| 365 пісень століття             | RIAA                     | 65      | 2001                  |
| 100 пісень, які змінили світ    | Q                        | 39      | 2003                  |
| 1001 найкраща пісня всіх часів  | Q                        | 64      | 2003                  |
| 500 найкращих пісень усіх часів | Rolling Stone            | 4       | 2010                  |
| 100 найкращих пісень Детройту   | Detroit Free Press       | 2       | 2016                  |